# Brachiaria arizonica
Brachiaria arizonica är en gräsart som först beskrevs av Frank Lamson Scribner och Elmer Drew Merrill, och fick sitt nu gällande namn av Stanley Thatcher Blake. Brachiaria arizonica ingår i släktet Brachiaria och familjen gräs. Inga underarter finns listade i Catalogue of Life.